# Ubisoft Reflections
Ubisoft Reflections Limited (precedentemente Reflections Interactive Limited) è una casa produttrice di videogiochi fondata nel 1984 nel Regno Unito.
Nell'agosto del 2006 la società è stata venduta all'Ubisoft. In seguito lo studio è stato rinominato Ubisoft Reflections Limited e  primi due videogiochi sviluppati con la nuova denominazione sono Driver: Parallel Lines (solo le versioni per Microsoft Windows e Wii) e Driver 76 che sono stati presentati nel 2007.

## Storia
Martin Edmondson e Nicholas Chamberlain iniziarono a sviluppare videogiochi per il BBC Micro sotto il nome "Reflections" nel 1984. Il loro primo gioco fu un clone di Paperboy intitolato Paper-Round, che richiese due anni di sviluppo ma non venne mai pubblicato. Durante lo sviluppo di questo gioco, iniziarono a lavorare su Ravenskull, che sarebbe stato il loro primo gioco pubblicato, distribuito nel 1986 da Superior Software. Seguirono Codename: Droid e una conversione per Acorn Electron di Stryker's Run nel 1987.
Il nome Reflections venne utilizzato per la prima volta per il loro successo del 1989 su Amiga, Shadow of the Beast, pubblicato da Psygnosis, che diede vita a due sequel. Il gioco originale per Amiga fu parzialmente scritto da Paul Howarth, e nacque come un test di parallasse per il blitter del chip Agnus dell'Amiga. Paul successivamente lavorò per Deep Red Games, una società di sviluppo britannica con sede a Milton Keynes. Seguirono altri giochi per Amiga e Atari ST, tra cui Ballistix (1989), Awesome (1990) e Brian the Lion (1994). Nel 1995, Reflections divenne famosa per Destruction Derby, acclamato per la sua fisica realistica e la distruzione, caratteristiche che sarebbero diventate il marchio distintivo dello studio. Il successo portò a quattro sequel del gioco.
Il 9 gennaio 1999, fu annunciato che Reflections era stata acquisita da GT Interactive nel 1998 per circa 2,7 milioni di azioni ordinarie, valutate circa. Reflections divenne famosa per il gioco Driver, ispirato a serie TV poliziesche degli anni '70 come Starsky and Hutch e film come Bullitt e The Driver. Questo titolo fu seguito da quattro sequel e quattro spin-off. Lo studio fu successivamente rinominato Reflections Interactive.
Nel 2004, il fondatore Martin Edmondson lasciò Reflections dopo la fase concettuale di Driver: Parallel Lines e intentò una causa contro Atari per "licenziamento ingiusto costruttivo" a seguito di una presunta violazione contrattuale. Suo fratello, Gareth Edmondson, gli succedette come manager dello studio. Nel luglio 2006, Atari annunciò il trasferimento di tutto il personale e la maggior parte degli asset di Reflections Interactive Limited, inclusi i diritti di proprietà intellettuale e tecnologia della serie Driver, a Ubisoft per.
Gareth Edmondson lasciò Reflections nel novembre 2011, dopo più di dieci anni di presenza nello studio e due mesi dopo il lancio di Driver: San Francisco. Lo studio fu poi diretto da Pauline Jacquey a partire da febbraio 2014. Nel 2021, Lisa Opie fu nominata direttrice esecutiva.
Nel maggio 2013, Ubisoft Reflections annunciò di essere al lavoro su un nuovo gioco, presentato all'E3 2013. Il 10 giugno 2013, durante la conferenza stampa di Ubisoft, venne rivelato che Reflections stava collaborando con Ivory Tower allo sviluppo del gioco di corse The Crew, pubblicato nel dicembre 2014.

## Giochi sviluppati
| Nome                          | Anno | Piattaforma                                                                                      |
| ----------------------------- | ---- | ------------------------------------------------------------------------------------------------ |
| Codename Droid                | 1985 | BBC Micro                                                                                        |
| Ravenskull                    | 1987 | BBC Micro                                                                                        |
| Shadow of the Beast           | 1989 | Commodore Amiga                                                                                  |
| Ballistix                     | 1989 | Commodore Amiga, Atari ST                                                                        |
| Shadow of the Beast II        | 1990 | Commodore Amiga, Atari ST                                                                        |
| Awesome                       | 1990 | Commodore Amiga, Atari ST                                                                        |
| Shadow of the Beast III       | 1992 | Commodore Amiga                                                                                  |
| Brian the Lion                | 1994 | Commodore Amiga                                                                                  |
| Destruction Derby             | 1995 | PlayStation, MS-DOS, Sega Saturn, Nintendo 64                                                    |
| Destruction Derby 2           | 1996 | PlayStation, Microsoft Windows                                                                   |
| Monster Trucks                | 1997 | PlayStation, Microsoft Windows                                                                   |
| Thunder Truck Rally           | 1998 | Versione NTSC di Monster Truck per PlayStation                                                   |
| Driver                        | 1999 | PlayStation, Microsoft Windows, Macintosh, Game Boy Color                                        |
| Driver 2: Back On The Streets | 2000 | PlayStation, Game Boy Advance                                                                    |
| Stuntman                      | 2002 | PlayStation 2                                                                                    |
| Driv3r                        | 2004 | PlayStation 2, Microsoft Windows, Xbox                                                           |
| Driver: Parallel Lines        | 2006 | PlayStation 2, Microsoft Windows, Xbox, Wii                                                      |
| Monster 4x4: World Circuit    | 2006 | Xbox, Wii                                                                                        |
| Driver 76                     | 2007 | PlayStation Portable                                                                             |
| Emergency Heroes              | 2008 | Wii                                                                                              |
| Monster 4x4: Stunt Racer      | 2009 | Wii                                                                                              |
| Driver: San Francisco         | 2011 | PlayStation 3, Microsoft Windows, Wii, Xbox, macOS                                               |
| Grow Home                     | 2015 | Microsoft Windows, PlayStation 4, Linux                                                          |
| Grow Up                       | 2016 | Microsoft Windows, PlayStation 4, Xbox One                                                       |
| Just Dance 2017               | 2016 | PlayStation 3, PlayStation 4, Xbox 360, Xbox One, Wii, Wii U, Microsoft Windows, Nintendo Switch |
| Atomega                       | 2017 | Microsoft Windows                                                                                |
| Ode                           | 2017 | Microsoft Windows                                                                                |